# Fehlings lösning
Fehlings lösning är en mörkblå lösning av kopparsulfat, kaliumnatriumtartrat och natriumhydroxid i vatten. Den används som reagens för att detektera ämnen som kan oxideras av lösningen, till exempel aldehyder. Lösningen har fått sitt namn av Hermann von Fehling (1812–83) som var en tysk kemist som arbetade som professor i Stuttgart.